# Annika Birgel
Annika Birgel ist eine deutsche Filmregisseurin, Drehbuchautorin und Filmproduzentin.

## Leben
Annika Birgel wuchs in Wiechs auf. Nach dem Abitur am Schopfheimer Theodor-Heuss-Gymnasium entschied sie sich zunächst für ein Studium der Theater- und Filmpädagogik, wechselte allerdings nach einiger Zeit in die Filmbranche und arbeitete als Regieassistentin und im Bereich Casting. Unter anderem arbeitete sie für Filmemacher wie Pablo Larraín und Cate Shortland und Firmen der Filmindustrie wie Komplizen Film, Netflix Germany und X Filme Creative Pool.
2019 erschien ihr erster Kurzfilm 023_GRETA_S, bei dem sie Regie führte und das Drehbuch verfasste. Mit diesem gewann sie vier Kurzfilmpreise.
Der Kurzfilm Beben von 2022 (Regie: Rudolf Fitzgerald Leonard; Drehbuch und Produktion: Annika Birgel) wurde beim Toronto International Film Festival, beim Melbourne International Film Festival und bei der Quinzaine des Cinéastes der Internationalen Filmfestspielen von Cannes gezeigt.
2023 wurde sie für die Teilnahme am „impACT Lab“ der Filmfestspiele von Cannes ausgewählt, wo sie ihren in Entwicklung befindlichen Debüt-Spielfilm Replica vorstellte.
Der Kurzfilm Porzellan, bei dem Birgel für die Regie, das Drehbuch und die Produktion verantwortlich zeichnete, feierte im Februar 2024 auf der Berlinale seine Weltpremiere in der Sektion Berlinale Generation.
Gemeinsam mit ihrem Mann Rudolf Fitzgerald Leonard gründete sie die Produktionsfirma Problemkindfilm. Sie lebt und arbeitet in Berlin.

## Filmografie (Auswahl)
- 2016: Aranay (Kurzfilm, Produktion; Regie: Rudolf Fitzgerald Leonard)
- 2019: 023_GRETA_S (Kurzfilm, 8,5 min, Drehbuch)
- 2022: Beben (Kurzfilm, 16 min, Regie und Produktion)
- 2024: Porzellan (Kurzfilm, Regie, Drehbuch und Produktion)

## Auszeichnungen
023_GRETA_S
- 2019: Querdenker-Preis, Blicke Festival des Ruhrgebiets
- 2019: Best Narrative Short Film, Verona International Film Festival
- 2019: Silver Lynx Honorable Mentions, FEST New Directors/New Films Festival
- 2020: Best Narrative Short Film, Obskuur Ghent Film Festival